# 伊井直行
伊井 直行（いい なおゆき、1953年9月1日 - ）は、日本の小説家、東海大学文学部文芸創作学科教授。
宮崎県延岡市大瀬出身、慶應義塾大学文学部史学科民族学・考古学専攻卒業。出版社勤務を経て、1983年「草のかんむり」で第26回群像新人文学賞を受賞して小説家デビュー。

## 受賞歴
- 1983年、「草のかんむり」で第26回群像新人文学賞受賞、同作で第89回芥川龍之介賞候補。
- 1984年、「パパの伝説」で第91回芥川龍之介賞候補。
- 1989年、「さして重要でない一日」で第101回芥川龍之介賞候補、『さして重要でない一日』で第11回野間文芸新人賞受賞。
- 1992年、『雷山からの下山』で第5回三島由紀夫賞候補。
- 1994年、『進化の時計』で第22回平林たい子文学賞受賞。
- 1996年、「三月生まれ」で第114回芥川龍之介賞候補。
- 1997年、三田文学編集長を務める（1年間）。
- 2000年、『服部さんの幸福な日』で第13回三島由紀夫賞候補。
- 2001年、『濁った激流にかかる橋』で第52回読売文学賞受賞。

## 著書

### 小説
- 『草のかんむり』（1983年、講談社/1990年、講談社文庫）
- 『さして重要でない一日』（1989年、講談社/1993年、講談社文庫）講談社文芸文庫　
  - 「さして重要でない一日」
  - 「パパの伝説」
- 『湯微島訪問記』（1990年、新潮社）
- 『本当の名前を捜しつづける彫刻の話』（1991年、筑摩書房）
- 『雷山からの下山』（1991年、新潮社）
- 『星の見えない夜』（1991年、講談社）
- 『悲しみの航海』（1992年、朝日新聞社/1995年、朝日文芸文庫）
- 『進化の時計』（1993年、講談社）
- 『ジャンナ』（1995年、朝日新聞社）
- 『三月生まれ』（1996年、講談社）
- 『服部さんの幸福な日』（2000年、講談社）
- 『濁った激流にかかる橋』（2000年、講談社 のち講談社文芸文庫）
- 『お母さんの恋人』（2003年、講談社）
- 『青猫家族輾転録』（2006年、新潮社）
- 『愛と癒しと殺人に欠けた小説集』（2006年、講談社）
- 『ポケットの中のレワニワ』（2009年、講談社）
- 『尻尾と心臓』（2016年、講談社）

### 評論
- 『岩崎彌太郎　「会社」の創造』　（2010年、講談社現代新書）
- 『会社員とは何者か？』（2012年、講談社）